# Rheinbund

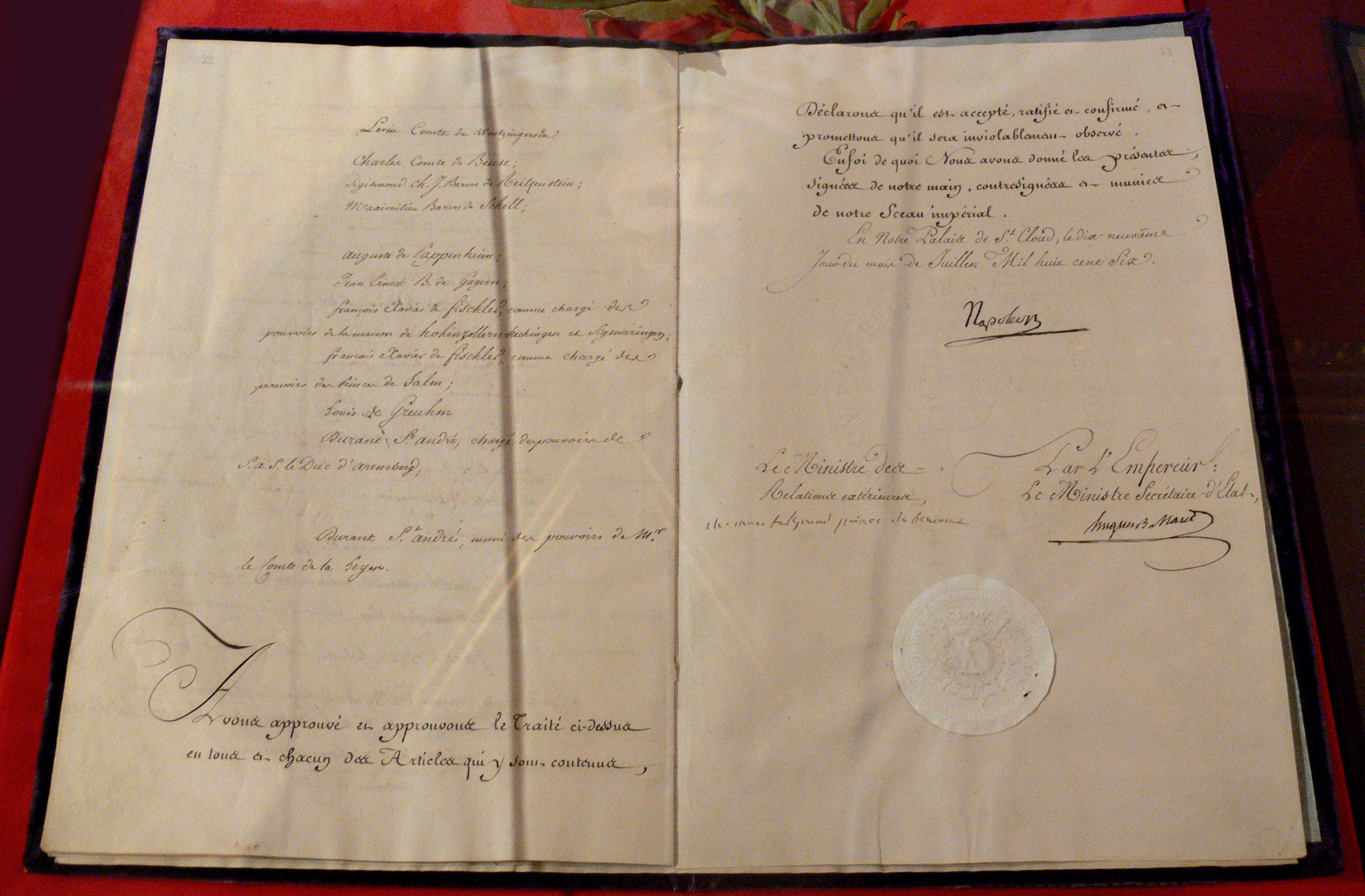
Rheinbundakte vom 12. Juli 1806 mit der Unterschrift Napoleons (Ausfertigung für das Fürstentum Hohenzollern-Sigmaringen)

Das System des Rheinbundes, wie es in der Rheinbundakte skizziert wurde. Die Bundesversammlung (Bundestag) wurde allerdings nicht verwirklicht.

Der Rheinbund (französisch Confédération du Rhin, offiziell États confédérés du Rhin, deutsch offiziell Rheinische Bundesstaaten) war eine auf Initiative des französischen Kaisers Napoleon 1806 in Paris gebildete Konföderation deutscher Staaten, die mit der Gründung dieses Bündnisses aus dem Verband des Heiligen Römischen Reiches austraten. Durch die Rheinbundakte war die Konföderation als Militärallianz mit dem französischen Kaiserreich gegründet worden. Napoleon schuf für sich in diesem Gebilde die Rolle eines „Bundesprotektors“, im politischen Wortsinn eines „Beschützers“, faktisch jedoch eines  Hegemonen oder einer Schutzmacht. Frankreich selbst gehörte der Konföderation aber nicht an.
Das Ziel, den Rheinbund von 1806 zu einem Staatenbund mit gemeinsamen Organen auszubauen, scheiterte am Widerstand der größeren Mitgliedsstaaten. Faktisch blieb der Rheinbund im Wesentlichen ein Militärbündnis deutscher Staaten mit Frankreich. Er brach nach der Niederlage Napoleons in der Völkerschlacht bei Leipzig 1813 zusammen.
Wurde der Rheinbund in der preußisch-deutschen Historiografie lange Zeit nur unter dem Gesichtspunkt der napoleonischen Herrschaftssicherung gesehen, gelten heute die in den Rheinbundstaaten durchgeführten Reformen neben den preußischen Reformen als wichtige Schritte zur staatlichen, wirtschaftlichen und gesellschaftlichen Modernisierung der Mitgliedsstaaten.

Lage des Rheinbundes in Europa 1812

## Vorgeschichte

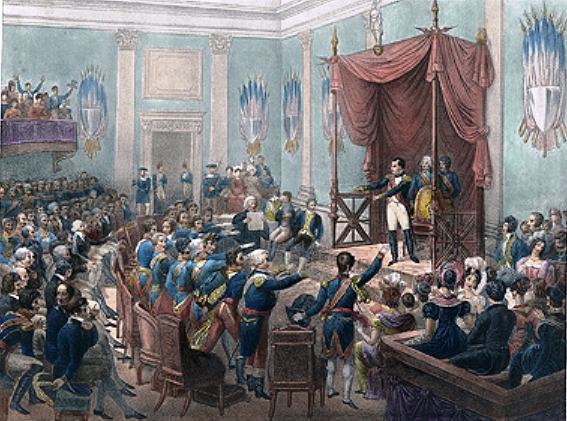
Huldigung der Rheinbundfürsten, kolorierte Lithografie von Charles Motte

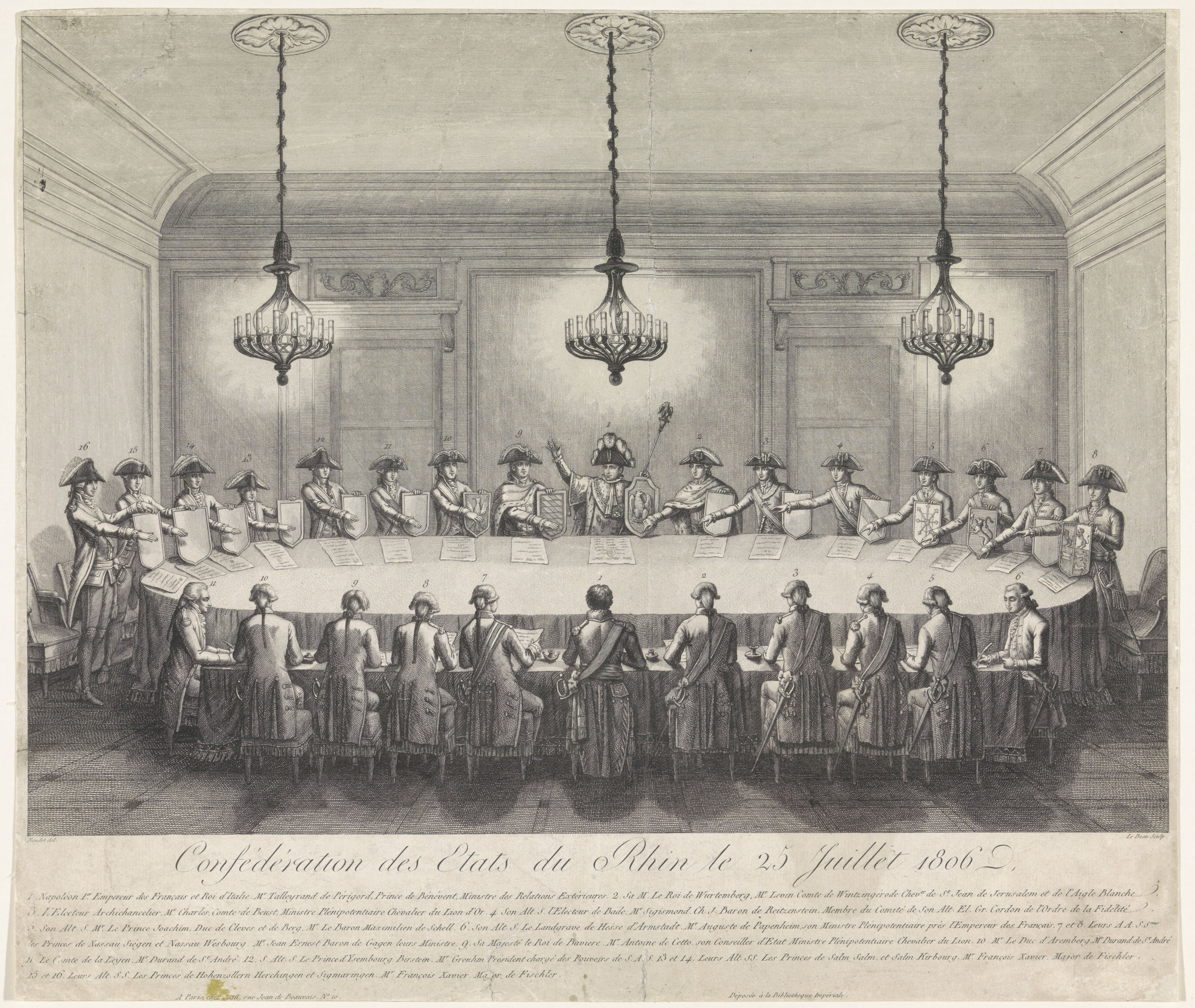
Symbolische Darstellung einer Beeidigung der Rheinbundakte durch Napoleon und fünfzehn konföderierte Fürsten auf einer Illustration von Thomas Charles Naudet, 1806

Nach dem Frieden von Lunéville mit der Eingliederung der von Frankreich besetzten linksrheinischen deutschen Gebiete wurde die Neuordnung der Staatenwelt in Mitteleuropa fortgesetzt. Der Reichsdeputationshauptschluss von 1803 führte zu einer radikalen Umgestaltung im Heiligen Römischen Reich. 112 kleinere rechtsrheinische Reichsstände gingen in neu organisierte Staaten auf. Davon betroffen waren etwa drei Millionen Menschen. Fast alle geistlichen Territorien wurden dabei säkularisiert und die meisten ehemaligen freien Reichsstädte und zahlreiche kleinere Reichsritter wurden mediatisiert, deren Macht und Einfluss ging dadurch verloren. Neben Preußen profitierten insbesondere das Kurfürstentum Baden und das ebenfalls zum Kurfürstentum erhobene Herzogtum Württemberg davon. Das Verschwinden der Reichsritter und der geistlichen Territorien bedeutete, dass der Kaiser politisch wichtige Stützen verlor. Das Ende des geschwächten Heiligen Römischen Reiches war absehbar. Franz II. hatte 1804 den Titel eines Kaisers von Österreich angenommen, um dem absehbaren Statusverlust zuvorzukommen. Als es im Jahr 1805 zum dritten Koalitionskrieg zwischen Russland, Österreich, Großbritannien auf der einen Seite und Frankreich auf der anderen Seite kam, verbündeten sich die Staaten Bayern, Baden und Württemberg mit Napoleon.
Nach dem Sieg von Austerlitz und dem Friede von Pressburg konnte Bonaparte seine Macht in Europa und über die deutschen Staaten erheblich ausbauen. Auch Österreich musste Gebiete abtreten und Napoleon ernannte seine Brüder Joseph und Louis zu Königen von Neapel und Holland, während sein Schwager Joachim Murat Herzog von Berg wurde. Napoleon setzte auf ein Bündnis mit den Staaten Baden, Bayern und Württemberg. Nach seiner Niederlage musste Franz II. der Erhebung Bayerns und Württembergs zu Königreichen zustimmen. Baden, Hessen-Darmstadt und Berg wurden Großherzogtümer. Zudem traten Bayern,  Württemberg und Baden in verwandtschaftliche Beziehungen mit Napoleon. Damit hoffte dieser auch auf eine dynastische Legitimierung seiner Herrschaft. Jérôme Bonaparte wurde mit Katharina von Württemberg, Stéphanie de Beauharnais mit Karl Ludwig von Baden und Eugène de Beauharnais mit Auguste von Bayern verheiratet. Noch verbliebene kleine Reichsstände wurden nun mit französischer Zustimmung den Mittelstaaten angegliedert. Im Zentrum stand die Gründung des Rheinbundes.

## Entstehung des Rheinbundes

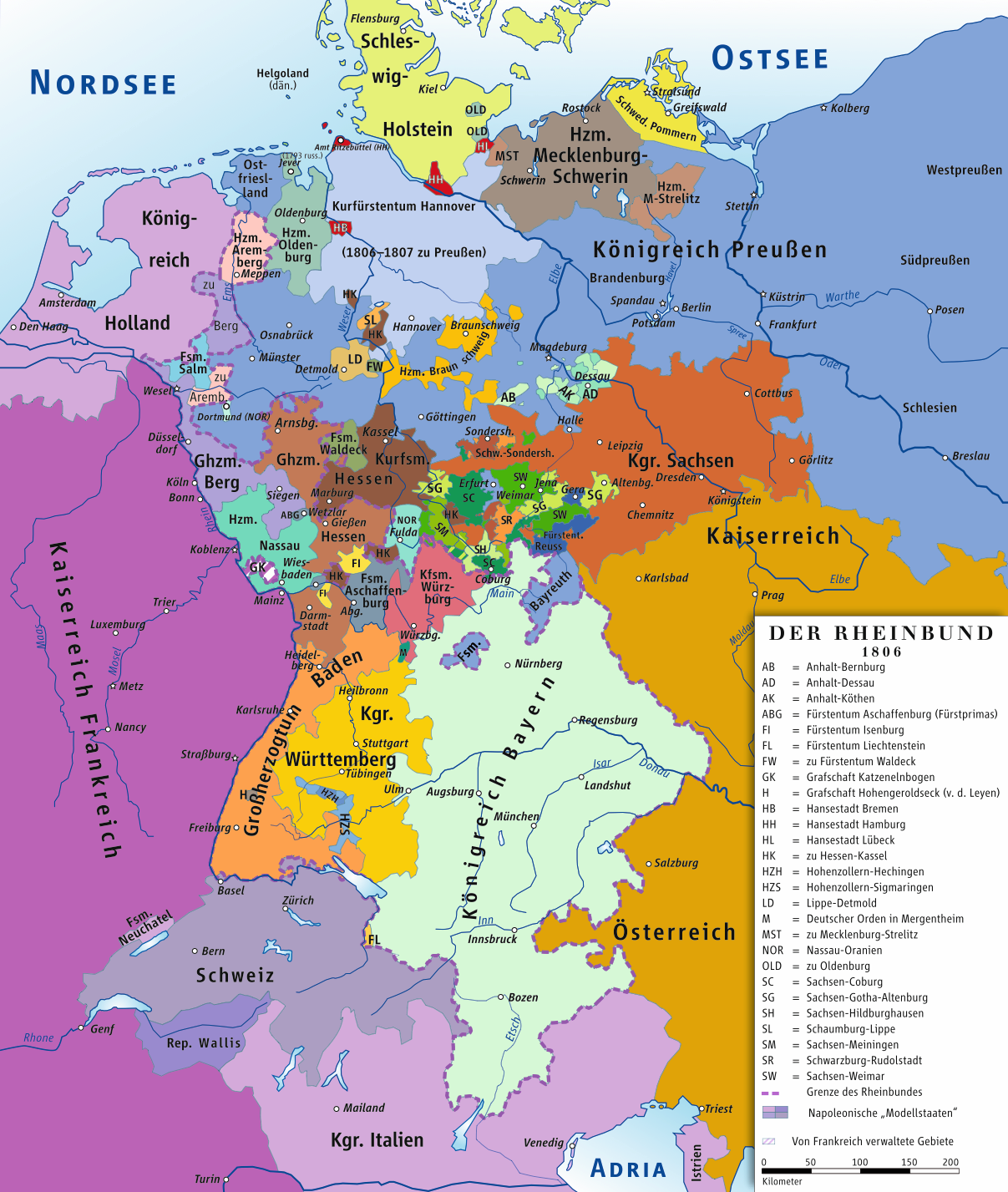
Der Rheinbund 1806

Der Rheinbund 1808 (maximale Ausdehnung)

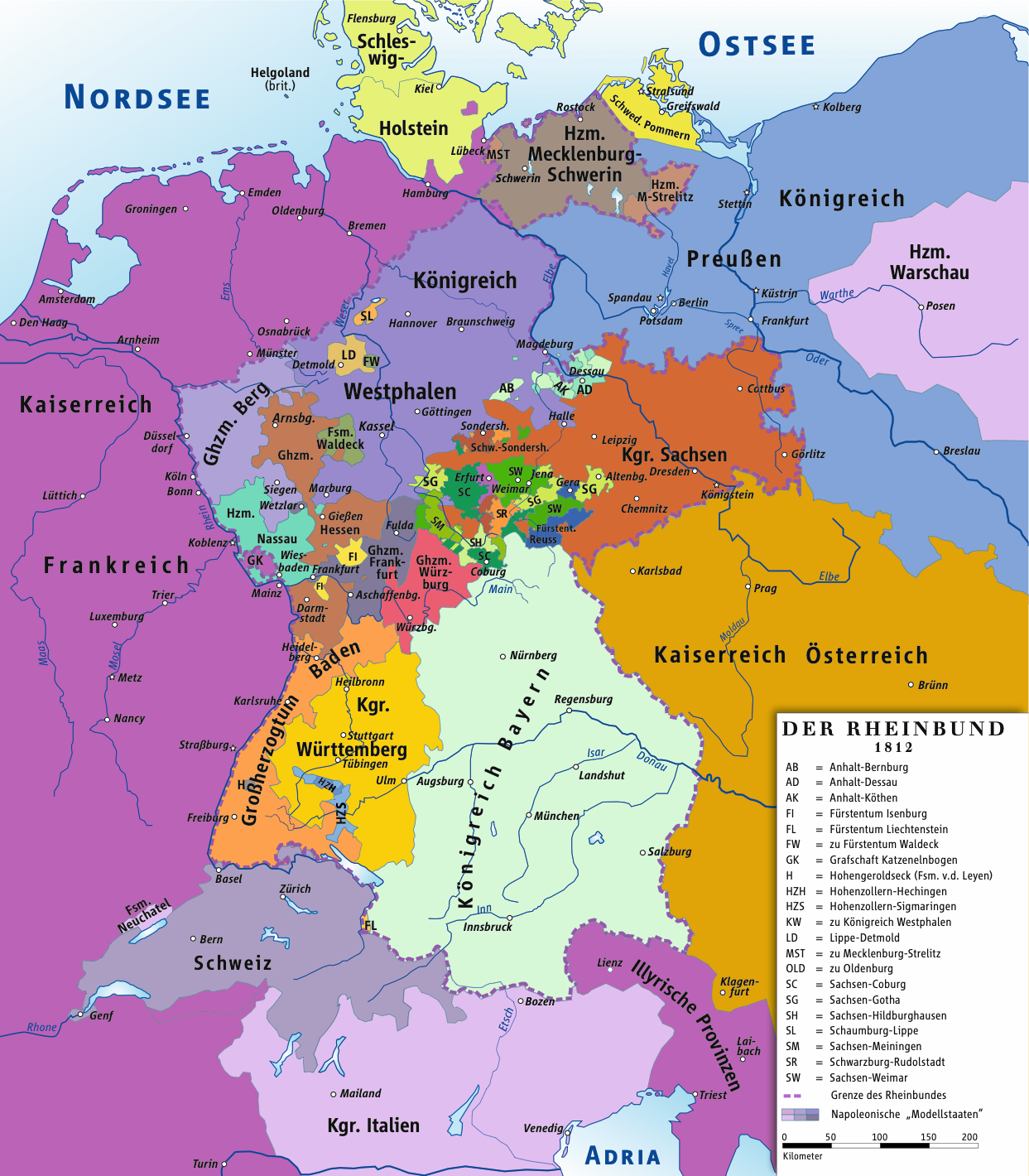
Der Rheinbund 1812

Am 12., 16., 19. und 20. Juli 1806 unterzeichneten die Abgesandten deutscher Fürsten die Rheinbundakte (Die von Thomas Charles Naudet gezeichnete Illustration der gemeinsamen Vereidigung der Rheinbundfürsten in Saint-Cloud hat nie stattgefunden und gehört zur napoleonischen Propaganda). Damit kündigten sie an, sich formell vom Reich loszusagen, und schlossen sich in einer Konföderation und Militärallianz mit Frankreich zusammen, wobei Napoleon als deren Protektor fungierte. Der Name knüpfte dabei bewusst an den Rheinischen Bund von 1658 an, ein Bündnis deutscher Fürsten gegen den deutschen Kaiser und Brandenburg, dem Ludwig XIV. beigetreten war. Einen Sonderfall bildete das Fürstentum Liechtenstein, das dem Rheinbund nicht durch Unterschrift beitrat, sondern auf der Grundlage von Art. 39 der Rheinbundakte durch Verfügung Napoleons in die Konföderation aufgenommen wurde.
Am 1. August 1806 erfolgte dann die förmliche Austrittserklärung aus dem Reichsverband. Der Kaiser musste der Aufkündigung der Zugehörigkeit zum Reich tatenlos zusehen. Das Ende des Reiches und die Niederlegung der Krone waren daraufhin unausweichlich geworden. Der Versuch von Johann Philipp von Stadion, als maßgeblicher österreichischer Außenpolitiker in dieser Situation zu taktieren, scheiterte. Als Reaktion auf ein Ultimatum Napoleons legte Franz II. am 6. August 1806 die römisch-deutsche Kaiserwürde nieder und entband die Reichsstände von ihren Pflichten gegenüber dem Reich.
Bis 1808 schlossen sich weitere 20 deutsche Staaten dem Rheinbund an. Schon nach der preußischen Niederlage gegen Frankreich im Oktober 1806 traten auch viele mittel- und norddeutsche Kleinstaaten dem Bund bei. Daneben entstand 1807 das Königreich Westphalen unter Jérôme Bonaparte. 1808 hatte der Rheinbund die größte Ausdehnung erreicht: Er umfasste vier Königreiche, fünf Großherzogtümer, dreizehn Herzogtümer, siebzehn Fürstentümer.
Von den Territorien des Alten Reiches blieben zahlreiche abseits: die Gebiete Österreichs und Preußens, das vom König von Dänemark regierte Herzogtum Holstein und Schwedisch-Pommern, wie auch die mitsamt dem ehemaligen Kurfürstentum Hannover unter französischer Militärherrschaft stehenden Hansestädte Hamburg, Lübeck und Bremen. Das Fürstentum Erfurt war direkt dem französischen Kaiser unterstellt und bildete eine französische Exklave im Rheinbund.
1810 wurden große Teile Nordwestdeutschlands mit den Mündungsgebieten von Ems, Weser und Elbe dem napoleonischen Kaiserreich unmittelbar einverleibt, um die Kontinentalsperre gegen Großbritannien besser überwachen zu können.
Im Jahre 1811 umfasste der Bund 325.752 Quadratkilometer mit insgesamt 14.608.877 Einwohnern; das Militärkontingent war 119.180 Mann stark. Mit dem Rheinbund durch Personalunion mit Sachsen verbunden war auch das Herzogtum Warschau.

## Scheitern des Rheinbundes als Staatenbund

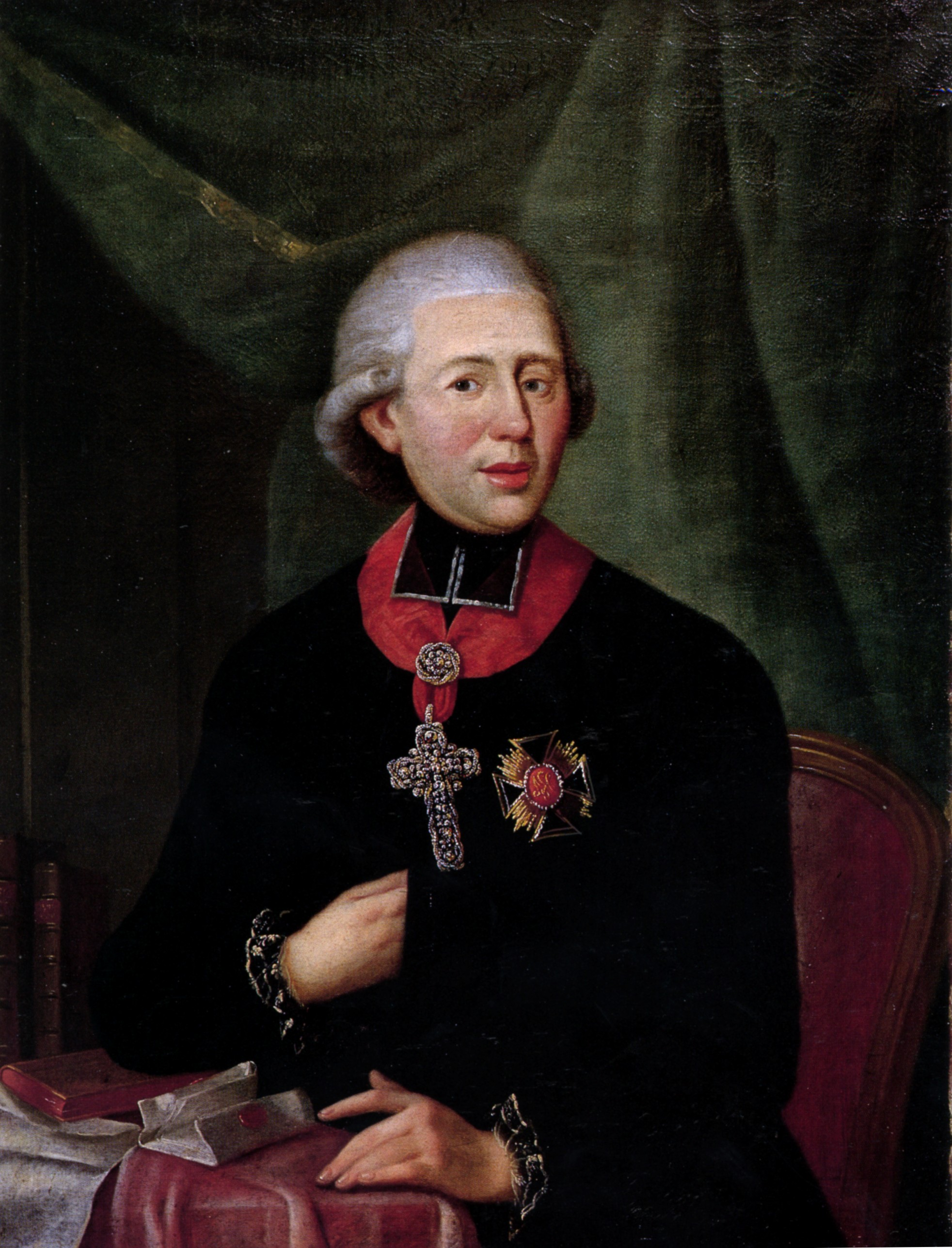
Erzbischof Karl Theodor von Dalberg

Der Kurfürst von Mainz Karl Theodor von Dalberg wurde zum Fürstprimas des Rheinbundes ernannt. Zu seinem Koadjutor wurde Napoleons Onkel Kardinal Joseph Fesch bestimmt. Dalberg hoffte, unter dem Protektorat Napoleons eine von ihm lange geforderte Reform des Alten Reiches durchzuführen. Dem schien Napoleons Ankündigung, das europäische Kaisertum Karls des Großen wiederherstellen zu wollen, zu entsprechen. Außerdem sah er die Möglichkeit zu einem Zusammenschluss des dritten Deutschlands als Gegengewicht zu Österreich und Preußen als positive Entwicklung an.
Nach der Rheinbundakte war die Ausgestaltung des Militärbündnisses in einen Staatenbund vorgesehen. Danach sollte der Rheinbund gemeinsame Verfassungsorgane erhalten. Dazu gehörte ein Bundestag unter Vorsitz des Fürstprimas, ein oberstes Bundesgericht sowie eine Art Verfassung, das so genannte Fundamentalstatut.
Dalberg legte in Paris zwei Verfassungsentwürfe vor, die aber beide als ungeeignet abgewiesen wurden. Die Hoffnungen auf ein engeres Bündnis scheiterten letztlich am Willen der größeren Rheinbundstaaten Bayern und Württemberg, die gerade erst ihre Souveränität erhalten hatten. Diese Stellung wollten sie unter allen Umständen verteidigen. Von einem Rheinbund, wie ihn sich Dalberg vorstellte, befürchteten sie weit größere Einschränkungen ihrer staatlichen Handlungsfreiheit als durch den Kaiser im Alten Reich. Als Dalberg 1806 einen Bundestag einberief, weigerten sich daher einige der Mitglieder zu erscheinen. Napoleon versuchte 1807 Bayern und 1808 auf dem Erfurter Fürstenkongress auch die übrigen Mitglieder umzustimmen. Auch ließ er von französischen Experten einen neuen Entwurf für ein Fundamentalstatut entwerfen. Letztlich verzichtete er aber auf eine Durchsetzung.

## Durchsetzung französischer Interessen
Die Mitglieder des Rheinbundes waren in hohem Maße abhängig vom Willen Napoleons. Insgesamt war der Rheinbund ein an Frankreich gekettetes Militärbündnis. Die Stellung des Bundesprotektors war in der Rheinbundakte nur vage formuliert. Gleichwohl bestimmte Napoleon weitgehend die Geschicke des Bundes. So räumte ihm die Rheinbundakte die Entscheidung über den militärischen Bündnisfall ein. Napoleons Auffassungen wurden den Rheinbundstaaten am Frankfurter Sitz der Konföderation über den französischen Geschäftsträger Théobald Bacher mitgeteilt, außerdem über kaiserliche Kommissare wie Jacques Claude Beugnot und Gesandte, die er für einzelne Bundesstaaten ernannte. Für den Sonderfall des Großherzogtums Berg, dessen Regentschaft er ab 1808 direkt ausübte, ernannte er Minister-Staatssekretäre mit Amtssitz in Paris.
Zunächst einmal ging es ihm um den Aufbau leistungsfähiger Staaten, die einen Cordon Sanitaire zwischen Frankreich auf der einen und Preußen und Österreich auf der anderen Seite bilden sollten. Diese Einflusssphäre wollte er zudem durch die Angleichung an die französischen Verhältnisse sichern. Hierzu nutzte er auch die Möglichkeit, in neu geschaffenen Staaten Familienmitglieder und Vertraute als Herrscher einzusetzen oder sie in Rheinbund-Dynastien einheiraten zu lassen: seinen Schwager Joachim Murat (1806–1808) und seinen Neffen Napoléon Louis Bonaparte (1809–1813) als Großherzöge von Berg, seinen Bruder Jérôme Bonaparte als König von Westphalen (1807–1813), seinen Stiefsohn Eugène de Beauharnais als Großherzog von Frankfurt (1810–1813), Stéphanie de Tascher de La Pagerie, die Cousine seiner ersten Gemahlin Joséphine, zur Herzogin von Arenberg-Meppen (1808–1813), Antoinette Murat, die Nichte seines Schwagers Joachim Murat, als Gemahlin des Erbprinzen Karl von Hohenzollern-Sigmaringen (ab 1808) und Flaminia di Rossi (1795–1840), eine Nichte seines Schwagers Félix Baciocchi, als Gemahlin des Erbprinzen Florentin zu Salm-Salm (ab 1810). Der Rheinbund sollte letztlich zur Schaffung eines wirtschaftlich und politisch vereinten Europas unter französischer Führung beitragen.
Von erheblicher Bedeutung für Napoleon war das militärische Potenzial der Rheinbundstaaten. Die Mitglieder des Rheinbundes waren nach Artikel 38 der Rheinbundakte verpflichtet, für den Verteidigungsfall starke Militärkontingente zu stellen. Zum Schutz der Interessen des Bundes hatte dabei Bayern 30.000, Württemberg 12.000, Baden 8.000, Berg 5.000, Hessen-Darmstadt 4.000 und alle anderen deutschen Mitglieder zusammen 4.000 Soldaten zu stellen. Frankreich verpflichtete sich dagegen zu einem Kontingent von 200.000 Mann. Nach der Erweiterung hatte Sachsen 20.000 und Westphalen 25.000 Soldaten aufzubieten. Auf dem Höhepunkt der Ausdehnung des Rheinbundes stellten die deutschen Fürsten 119.180 Mann. Faktisch dienten die Soldaten vorrangig den französischen Machtinteressen und wurden an verschiedenen Kriegsschauplätzen eingesetzt. Dabei erlitten die Truppen schwerste Verluste. So überlebten vom westphälischen Kontingent nur 700 Mann den Russlandfeldzug Napoleons im Jahr 1812. Auch die Zahl der tatsächlich aufgebotenen Soldaten wich mitunter von den vertraglich festgesetzten Größen der Kontingente ab. So führten Forderungen Napoleons nach Ersatz von Ausfällen während verschiedener Feldzüge zur Nachsendung mehrerer tausend Mann durch einzelne Rheinbundstaaten. Zur Steigerung der militärischen Effizienz und als Ergänzung zu den Militärreformen nach französischem Vorbild in vielen Mitgliedstaaten wurden die eingesetzten Kontingente von Napoleon auch zur Übernahme organisatorischer und verwaltungstechnischer Elemente der Grande Armée gedrängt. Dies reichte von der Aufgliederung der Truppen in das Korpssystem über die Benennung und Nummerierung von Truppenteilen bis hin zur Verwendung der französischen Sprache. Diese Inklusion der Kontingente in eine Streitmacht unter französischer Dominanz war eine Entwicklung, die in den Vorgaben der Rheinbundakte ihren Anfang nahm, in den Folgejahren aber auch von ihnen abwich.
Weitgehend konnte der Rheinbund den Entscheidungen Napoleons nur zusehen, beispielsweise in der Handelspolitik im Rahmen der Kontinentalsperre gegen das Vereinigte Königreich von Großbritannien und Irland.
Zur Durchsetzung französischer Interessen in der Handelspolitik scheute Napoleon nicht davor zurück, den Rheinbund durch Vertragsbruch in Frage zu stellen. Dass die Souveränität der Rheinbundstaaten, die Frankreich durch die Rheinbundakte als Vertrag unter Gleichen zugesichert hatte, von Napoleon verletzt wurde, zeigte zum Beispiel 1810/11 die vor dem Hintergrund der Kontinentalsperre von Frankreich durchgeführte Annexionen des Fürstentums Salm, der Herzogtümer Arenberg, Oldenburg und anderer Gebiete. Nach den Bestimmungen der Rheinbundakte war die Souveränität eines Konföderierten nur bei dessen Einwilligung und nur zugunsten eines anderen Konföderierten veräußerbar. Dennoch tastete Frankreich als nicht-konföderierter Partner in der Allianz und als Schutzmacht des Rheinbundes mit den Annexionen die Souveränität von Einzelstaaten an und verstieß damit gegen die Rheinbundakte.
Im Inneren behielten die Rheinbundstaaten, soweit sie nicht annektiert wurden, dagegen einen gewissen Handlungsspielraum. Allerdings nahm Napoleon auch hier Einfluss und versuchte strukturelle Reformen durchzusetzen. Nach dem Scheitern von Dalbergs Zielen verpflichtete sich Bayern 1807, Reformen nach dem Vorbild Frankreichs durchzuführen. Dazu zählten die Einführung einer Verfassung, die Angleichung des Rechts an den Code civil und die Einführung einer zentralistisch und bürokratisch organisierten Verwaltung. Auch die Hansestädte sowie Hessen-Darmstadt wurden zur Einführung des Code Civil verpflichtet. Ziel Napoleons war eine Angleichung der staatlichen Strukturen zur Stabilisierung der französischen Herrschaft über Europa. Allerdings hatten hegemoniale und militärische Überlegungen im Zweifel Vorrang vor liberalen Reformideen. Rainer Wohlfeil wies darauf hin, dass Napoleon kein wirkliches Konzept für die Neugestaltung hatte, vielmehr war die Rheinbundpolitik Ausdruck eines „situationsverhafteten instinktiven Machtwillens“.
Im Widerspruch zu den bürgerlichen Idealen der Französischen Revolution standen auch Teile von Napoleons Adelspolitik. So wurden in der Rheinbundakte Privilegien der mediatisierten späteren Standesherren anerkannt. Auch erhielt ein neuer französischer Amts- und Militäradel Güter. Besonders im Königreich Westphalen wirkte sich dies negativ auf das Ziel, einen Modellstaat zu schaffen, aus, da dies die anfängliche Sympathie der Bevölkerung mit dem neuen System verringerte. Die Abgabe eines großen Teils der staatlichen Besitzungen führte zu einer tiefgreifenden Finanzkrise. In der Folge wurden die Steuern massiv angehoben. Zusammen mit Militäraushebungen und Kriegsfolgen führte dies zu sozialer Not und in der Folge zu Bauernunruhen.

## Typen der Rheinbundstaaten
Französische Durchdringung einerseits und innere Autonomie andererseits variierten im Zeitverlauf aber auch im Vergleich der einzelnen Staaten stark. Es lassen sich drei Grundtypen unterscheiden:
- Die erste Gruppe bildeten die meist von Verwandten Napoleons regierten „Modellstaaten“. Dazu zählt das Königreich Westphalen[10] unter Jérôme Bonaparte. Das Großherzogtum Berg wurde zunächst von Joachim Murat und nach dessen Ernennung zum König von Neapel (1808) von einem Beauftragten Napoleons verwaltet. Der dritte Modellstaat war das von Dalberg bis 1813 geführte Großherzogtum Frankfurt. Der für seine Nachfolge vorgesehene Eugène de Beauharnais konnte wegen des Zusammenbruchs der napoleonischen Vorherrschaft dieses Amt nicht mehr antreten. Diese Neugründungen sollten durch ihre Rechts- und Gesellschaftspolitik Vorbild für die übrigen Rheinbundstaaten werden.
- Die zweite Gruppe waren die Reformstaaten Bayern, Württemberg, Baden und Hessen-Darmstadt. Diese waren keine abhängigen Gebiete, sondern in vielerlei Hinsicht echte Verbündete Napoleons. Diese Staaten nahmen zwar Anregungen vom französischen Vorbild auf, gingen aber auch eigene Wege. Der Historiker Lothar Gall urteilte, dass die Rheinbundfürsten von Napoleon selbst zu Revolutionären gemacht wurden. Eine Opposition gegen den Kaiser wäre nur unter Verzicht auf die erlangte Machtfülle möglich gewesen. „Er hatte so nicht Kreaturen geschaffen, nicht Satelliten, die mit militärischer Macht zum Gehorsam gezwungen und politisch aktionsunfähig gemacht worden waren, sondern echte Verbündete, die in wohlverstandener Staatsraison seiner Politik anhingen.“[11]
- Eine dritte Gruppe bildeten die nach 1806 beigetretenen Staaten. Dazu zählten neben Sachsen die zahlreichen kleineren nord- und mitteldeutschen Territorien. Bei diesen blieben die inneren Veränderungen gering.[12] Die Reformen blieben in diesen Staaten deutlich begrenzt. Allerdings gab es auch unter diesen Staaten erhebliche Unterschiede. In den mecklenburgischen Ländern und in Sachsen blieben die altständischen Strukturen fast unverändert. Im Herzogtum Nassau dagegen sorgte der Minister Ernst Franz Ludwig Marschall von Bieberstein für eine moderate Verwaltungsmodernisierung und für die Einführung religiöser Toleranz.[13]

## Reformen in den Rheinbundstaaten

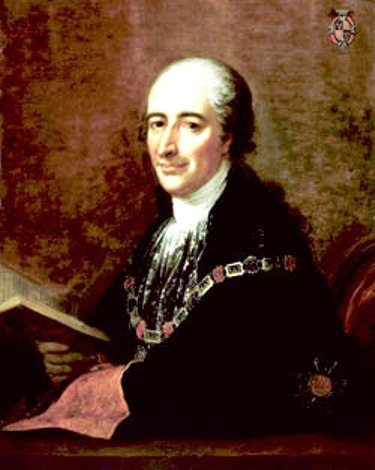
Maximilian Joseph von Montgelas in der Tracht des Hubertusordens (Gemälde von Joseph Hauber, München 1806)

Geprägt wurde die innere Entwicklung insbesondere der Reformstaaten Bayern, Württemberg, Baden und der napoleonischen Modellstaaten von Reformen und Veränderungen in zahlreichen Bereichen. Die Staaten reagierten damit auf die Herausforderungen der Französischen Revolution und den direkten oder indirekten Zwang Napoleons. Die zentrale Herausforderung der süddeutschen und der napoleonischen neuen Staaten war die Integration der zahlreichen durch Mediatisierung und Säkularisation gewonnenen Gebiete mit teilweise sehr unterschiedlichen politischen, rechtlichen und konfessionellen Traditionen in einen Staat. Das Gebiet Badens hatte sich etwa vervierfacht. Allein Bayern hatte 80 bisher eigenständige Herrschaftsgebiete zu integrieren. In Baden, Bayern und Württemberg verschob sich das bisherige Konfessionsgefüge deutlich. Baden und Württemberg gewannen überwiegend katholische Gebiete hinzu, das katholische Altbayern wurde um mehrheitlich protestantische Gebiete Frankens (Nürnberg, Bayreuth) erweitert. Eine einfache Übertragung der Verhältnisse in den Kerngebieten auf die neuen Territorien war problematisch, da dies möglicherweise zu Widerstandsaktionen geführt hätte. Insgesamt galt es, die Staatsgewalt gegenüber den feudalen und anderen Partikularkräften durchzusetzen. Insofern bedeutete dies in gewissem Sinn die Nachholung des späten Absolutismus. Allerdings orientierte man sich tatsächlich an den rationalen, allgemein verbindlichen Prinzipien des französischen Modells napoleonischer Prägung.
Auch wenn man teilweise wie in Bayern an ältere Reformen anknüpfen konnte, waren sie radikaler als die „organischen Reformen“ aus dem bestehenden System heraus, wie sie Stein und Hardenberg in Preußen vertraten. Paul Nolte urteilt gar, dass die Auswirkungen nur mit dem Einschnitt von 1945 zu vergleichen seien.
In Bayern war Maximilian von Montgelas die dominierende Persönlichkeit. Er bestimmte als Minister die bayerische Innenpolitik ab 1806 bis zu seinem Sturz 1817. Erste Reformideen hatte er bereits 1796 in seiner Ansbacher Denkschrift formuliert. Seit 1799 und dann vor allem seit 1805/06 begann er, unterstützt von einigen Mitarbeitern, diese umzusetzen.
In Baden lassen sich drei Reformphasen unterscheiden. Einige noch sehr gemäßigte Maßnahmen wurden seit 1803 durchgeführt. Die nächste Phase begann 1806 noch unter der Führung des eher konservativen Johann Nicolaus Friedrich Brauer. Dabei wurden die wichtigsten Bestimmungen auch wegen der unmittelbaren Nähe zu Frankreich mit der Regierung in Paris vor dem Inkrafttreten abgestimmt. Die dritte Phase ist mit dem Namen von Sigismund von Reitzenstein verbunden, der innerhalb nur eines Jahres von 1809 bis 1810 einen radikalen Modernisierungskurs im Sinne eines aufgeklärten südwestdeutschen Reformabsolutismus durchführte, ehe er vorübergehend entmachtet wurde. In einer weiteren Amtszeit von 1813 bis 1818 konnte er die Entwicklung weiter vorantreiben.
Deutlich anders war die Situation in Württemberg. Dort bestimmte Friedrich von Württemberg ähnlich wie Friedrich II. von Preußen als absoluter Monarch den Weg des Landes. Trotz seiner autokratischen Züge verwandelte er einen altständischen Staat innerhalb von neunzehn Regierungsjahren bis 1816 in einen frühliberalen Verfassungsstaat.
Bei aller Vergleichbarkeit waren Ergebnisse und Geschwindigkeit der Reformen höchst unterschiedlich. Besonders rasch umgesetzt wurden die Reformen im Königreich Westphalen innerhalb des Jahres 1808. Im Großherzogtum Berg hatte man 1809/1810 von den überstürzten Veränderungen in Westphalen gelernt und führte die Veränderungen etwas behutsamer durch. Im Großherzogtum Frankfurt führte Dalberg zwar seit 1810 Reformen nach westphälischem Vorbild ein; aber vielfach wurden einfach Institutionen umbenannt, ohne Entscheidendes zu verändern. In Württemberg begann die Reformpolitik zwar bereits 1806; aber selbst die Umsetzung der Verwaltungsstrukturreform dauerte fünf Jahre. Außerdem blieb sie teilweise unvollständig. So bestanden Kollegialbehörden fort, und die Trennung von Justiz und Verwaltung scheiterte zunächst an den Kosten.

### Staat und Verwaltung

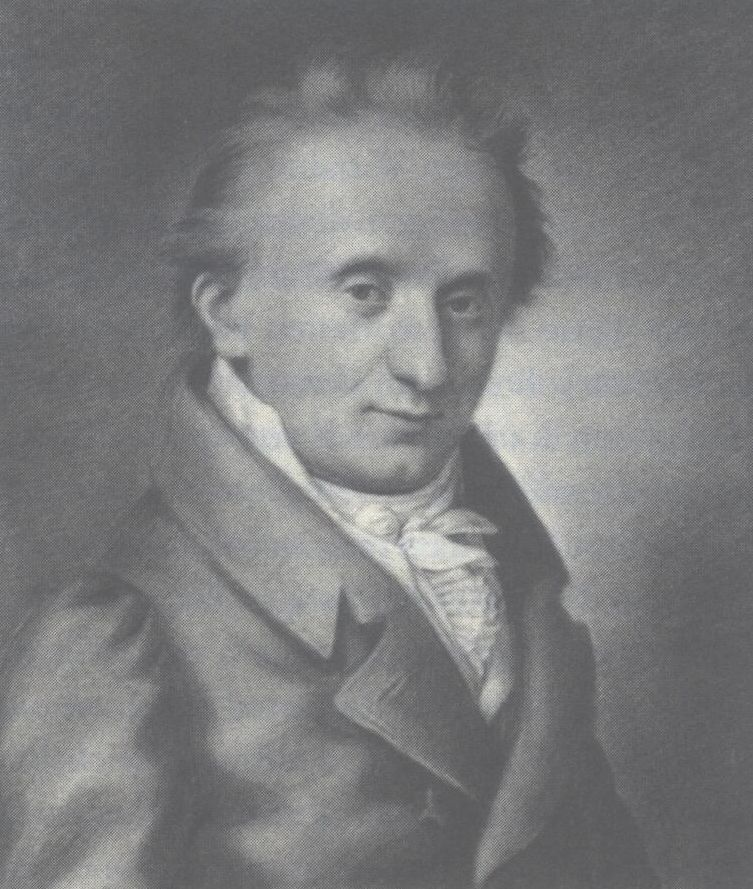
Sigismund von Reitzenstein

Die Rheinbundstaaten orientierten sich gerade in diesem Politikbereich stark an den französischen Vorbildern. Dabei war es das Ziel, die alten feudalen, kirchlichen, lokalen und sonstigen Sondergewalten zurückzudrängen. Während der Rheinbundzeit wandelten sich die Länder in Zentralstaaten, in denen eigenberechtigte Herrschaftsträger neben dem Landesherrn und seinen Behörden so gut wie keine Rolle mehr spielten. Das ermöglichte die Rheinbundakte.
Es wurden klar voneinander abgegrenzte Ministerien geschaffen. In Baden etwa durch das Novemberedikt. An der Spitze stand nun ein alleinverantwortlicher Minister und nicht mehr ein Kollegialgremium wie im alten Kabinettsystem. Darunter standen Mittelinstanzen, Kreisbehörden geführt von Generalkommissaren in Bayern, Kreisdirektoren in Baden und Landvögten in Württemberg. Vorbild waren die französischen Präfekten. Unter ihnen standen die lokalen Behörden, die ihre Selbstverwaltungsrechte weitgehend verloren. Die Bürgermeister wurden von staatlichen Stellen eingesetzt, und zahlreiche konkurrierende Einrichtungen wurden aufgehoben. Der Entscheidungsweg verlief nunmehr strikt hierarchisch, und die Länder wurden in geografische Untereinheiten nach Vorbild der französischen Départements eingeteilt. Damit griff der Staat erstmals in zahlreichen Angelegenheiten, angefangen von der Heirat, über die Gewerbeordnung bis hin zum Sozial- und Schulwesen, direkt ohne Zwischengewalten in annähernd alle Lebensbereiche der Staatsangehörigen ein.
Verbunden war dies mit einer Reform des Dienstrechts der Beamten. In den Rheinbundstaaten begann sich die für die weitere verwaltungsgeschichtliche Entwicklung in Deutschland typische Form des Berufsbeamtentums herauszubilden. Damals noch auf die höheren Beamten beschränkt, waren die praktische Unkündbarkeit und die materielle Absicherung auch der Hinterbliebenen zentrale Punkte. Hinzu kamen Zugangsvoraussetzungen (meist rechts- oder kameralwissenschaftliches Studium), ein abgestuftes Prüfungswesen sowie ein eigenes Disziplinarrecht. Die bayerische Dienstpragmatik von 1805 war mit ihrer „Privilegierung und Disziplinierung“ (Bernd Wunder) in dieser Hinsicht auch für andere Länder vorbildlich. Im Gegensatz zum Anspruch des Absolutismus war der moderne Staat der Rheinbundzeit nicht mehr patrimonialer Eigenbesitz des Herrschers, sondern ein eigenes Rechtssubjekt neben dem Fürsten. Der tatsächliche Träger der Reformen wurde die höhere Beamtenschaft.
Im Zuge der Reformen im Verwaltungsbereich veränderte sich auch das Verhältnis von Regierung und Monarch deutlich. Die Bedeutung der nicht verantwortlichen königlichen Berater nahm zugunsten der verantwortlichen Minister deutlich ab. Wichtiger wurde die Zusammenarbeit von Souverän und Regierung. Abgesehen vom absolutistisch regierten Württemberg wurde die Gegenzeichnung bei Gesetzen und Verordnungen üblich. Aus den Ländern der Fürsten wurde ein moderner Staat. Tendenziell wurden die Herrscher zu Funktionären der Monarchie. Dies spiegelte sich im Übrigen auch in der Verbürgerlichung des Lebensstils der Monarchen wider.
Das französische zentralistische Verwaltungssystem war oft langsam und wurde meist nur unvollständig übernommen. Es blieb ein Torso, wie das gesamte napoleonisch-rheinbündische Reformwerk. Die Bürger schimpften über die neue von außen oktroyierte Organisationsstruktur, die nicht auf lokale Verhältnisse abgestimmt war. Der Begriff „Bürokratie“ wurde zum Schimpfwort.

### Justizreformen

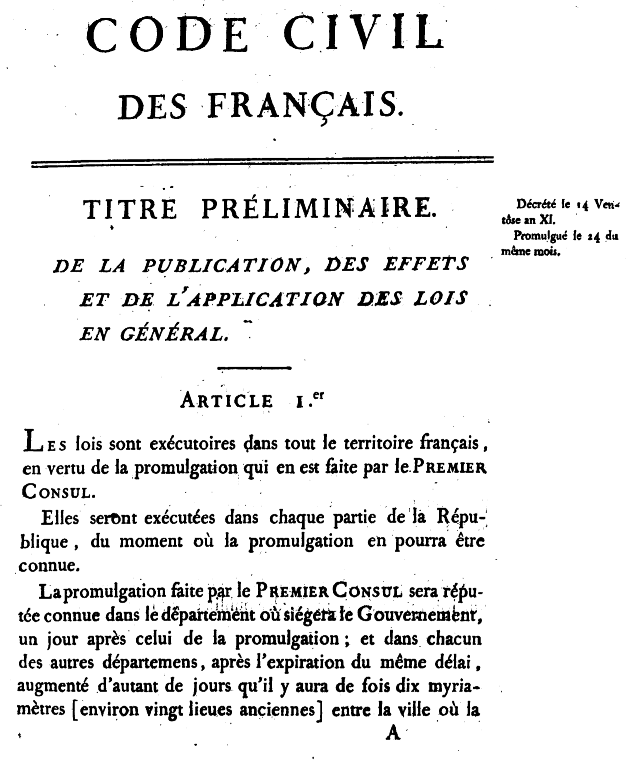
Erste Seite der Erstausgabe des Code Civil von 1804

Das Justizwesen wurde reformiert und ein dreistufiger Instanzenzug eingeführt. Dabei wurden in den Modellstaaten Berg und Westphalen die Patrimonialgerichte abgeschafft. Württemberg folgte 1809 und Baden 1811. In Bayern unterstanden diese Einrichtungen immerhin der staatlichen Kontrolle. In neuen Gesetzbüchern wurde das Recht niedergelegt. In den napoleonischen Modellstaaten wurde der Code Civil eingeführt. In Baden, Frankfurt und der bayerischen Pfalz wurde eine modifizierte Fassung geschaffen, in anderen Staaten blieb dies aus. In Bayern scheiterte die Einführung am Widerstand des Adels. Dort wurde immerhin eine Reform des Strafrechts durchgeführt und ein entsprechendes Gesetzbuch geschaffen. Wo der Code Civil in Kraft war, wurden die feudalen Rechtstitel und ständischen Privilegien durch den bürgerlichen Eigentumsbegriff und egalitäre Grundsätze ersetzt. Dem Anspruch des Staates auf alleinige Rechtssetzung standen allerdings die alten „wohlerworbenen Rechte“ insbesondere des Adels und der Kirche gegenüber. Obwohl die Rheinbundakte die Adelsrechte teilweise schützte, versuchten die süddeutschen Staaten Steuervorrechte, Befreiung vom Militärdienst sowie Aufsichtsrechte über Kirchen und Schulen dem Adel zu entziehen. Dennoch gelang dies oft nur teilweise. In diesen Zusammenhang gehört auch die Säkularisation von Klöstern und anderen geistlichen Einrichtungen. Die Kirche und die Klöster verloren ihre Grundherrschaften und Besitzungen an den Staat, der allerdings auch Schulden und Pensionslasten übernehmen musste.

### Finanz- und Wirtschaftsreformen
Die Reorganisation des Finanzwesens diente dazu, den Staaten die notwendige materielle Basis zu geben. Die Ausgaben des Staates wuchsen nicht nur durch den Aufwand der Fürsten, sondern auch durch die hohen Militärkosten und den Aufbau der neuen Verwaltung. Die staatlichen Ausgaben überstiegen ständig die Einnahmen und die Staatsschulden wuchsen. In Baden stiegen sie von 8 Millionen Gulden 1806 auf 18 Millionen 1818. Bayern hatte 1811 118 Millionen Gulden Schulden. Immer mehr wurde der Schuldendienst selbst zu einer ständigen Quelle des Geldbedarfs. Im Zuge der Finanzreformen wurden das Vermögen und Einkommen der Fürsten und des Staates erstmals in Deutschland rechtlich getrennt. Ähnliches galt auch für die Schulden. Es entstanden die Grundlagen des modernen Staatsschuldwesens. Gegen den Adel setzte der Staat seine Finanzhoheit durch und baute eine funktionsfähige Finanzverwaltung auf. Eine wichtige Rolle spielte für die Finanzierung der Staatsausgaben die Reform des Zollwesens. Es erfolgte ein allmählicher Abbau der Binnenzölle und die Einführung von Grenzzöllen in den einzelnen Staaten. Vorreiter war Bayern, wo im Jahr 1808 ein einheitlicher Wirtschaftsraum entstand. Die Zollpolitik der Rheinbundära hat die Zollvereinspolitik in den folgenden Jahrzehnten mit vorbereitet. Eine jährliche Haushaltsrechnung wurde üblich. Das badische Steueredikt von 1808 war beispielhaft. Es war geprägt von den Reformgrundsätzen der Entprivilegierung, Vereinheitlichung und Verstaatlichung des Steuerwesens. Durch die Ausdehnung der Steuerpflicht auf den Adel verlor dieser ein wichtiges Privileg.
Neben den Finanzreformen begannen die Rheinbundstaaten in einem unterschiedlichen Ausmaß, auch wirtschaftspolitische Neuerungen einzuführen. Dazu gehörten Ansätze zur Vereinheitlichung von Münzen, Maßen und Gewichten. In Berg und Westphalen wurde die Gewerbefreiheit eingeführt. Zunftschranken und Gewerbemonopole wurden abgeschafft. In den süddeutschen Staaten gingen die Veränderungen nicht so weit und das Zunftwesen wurde nur eingeschränkt abgeschafft. Immerhin traten an die Stelle von Monopolen staatliche Gewerbekonzessionen. Eine völlige Gewerbefreiheit gab es erst in den 1860er-Jahren. Insgesamt hat die Wirtschaftspolitik der Rheinbundzeit die industrielle Revolution, wenn auch in einem unterschiedlichen Ausmaß, mit vorbereitet.

### Adel und Agrarreformen

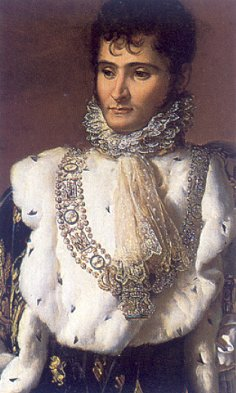
Jérôme Bonaparte als König des Königreiches Westphalen

Sieht man einmal von der Sonderentwicklung zur Versorgung des neuen napoleonischen Adels in Westphalen ab, war ein zentraler Punkt der Reformpolitik die Beschneidung der Sonderstellung des Adels mit dem Ziel, eine möglichst egalitäre Staatsbürgergesellschaft zu schaffen. Mit der Mediatisierung seit 1803 hatten die Landesherren jetzt erstmals direkt Zugriff auf den ehemaligen Reichsadel. Aber auch der Adel in den Altgebieten war von den Veränderungen betroffen. So wurde das Adelsmonopol für höhere Stellen im Staatsdienst weitgehend abgeschafft. Dasselbe galt tendenziell für die Steuerbefreiung. Am schärfsten umgesetzt wurde diese in Württemberg. Auch der eigene Gerichtsstand wurde im Prinzip abgeschafft. Vor Gericht sollten alle Staatsbürger gleich sein. In Bayern gelang dies nur mit Einschränkungen. Auch bestanden die Patrimonialgerichte als Nachfolger der adeligen Hofmarken dort bis 1848 fort. Allerdings waren sie nur noch im staatlichen Auftrag tätig. Auf besondere Empörung beim Adel stieß das bayerische Adelsedikt von 1808. Danach wurde die Führung eines Adelstitels von stichhaltigen Beweisen und der Genehmigung einer Behörde abhängig gemacht. Damit wurden die Reste des unabhängigen Adelsrechts aufgehoben. Zwar blieben in der Praxis adelige Vorrechte weiter bestehen, aber der Einschnitt war doch erheblich.
Auch die Agrarreformen, die darauf abzielten, die feudalen Rechtsstrukturen aufzuheben, richteten sich gegen den Adel. An die Stelle der alten Bindungen sollte eine autonome Eigentümergesellschaft treten. Aus den Unfreien sollten selbständige Bauern werden. Am weitesten gingen die Agrarreformen im Geltungsbereich des Code civil, da dieser keine Feudalverfassung mehr kannte. Auf Dauer erhalten blieben die Veränderungen in den nach 1815 an Preußen und Bayern gefallenen linksrheinischen Gebieten.
In den napoleonischen Modellstaaten fielen allerdings Ziele und tatsächliche Folgen weit auseinander. Das Hauptproblem war dabei, dass vergleichbare, nicht mehr feudale Verhältnisse, wie sie die Revolution in Frankreich geschaffen hatte, in den deutschen Staaten erst auf dem Weg der Reform geschaffen werden mussten. Dabei sah der Code Civil grundsätzlich bei Enteignungen Entschädigungen vor. Ein weiterer Aspekt, der die Agrarreformen behinderte, war die Versorgung des neuen französischen Militäradels mit Landbesitz. In Westphalen und Berg wurden zwar eine Reihe von Gesetzen zur Ablösung der Feudallasten erlassen, allerdings scheiterten sie an der Komplexität des Problems. Immerhin wurde in Berg 1808 die Leibeigenschaft aufgehoben. Ein weitergehendes antifeudales Dekret von 1811 wurde vom Adel boykottiert. Insgesamt scheiterte die Ablösung auch an den hohen Geldforderungen, die von den Bauern kaum aufgebracht werden konnten. Eine ersatzweise Abtretung von Land, wie in Preußen, war nicht vorgesehen.
In den süddeutschen Staaten gingen die rechtlichen Veränderungen auf dem Land nicht so weit. In Bayern führte die Säkularisation von 1803 dazu, dass der Staat Grundherr für 76 Prozent der Bauern wurde. Diesen wurde eine Ablösung angeboten. Da der Staat aber existentiell auf die Einnahmen des jährlichen Grundgefälles angewiesen war, verzögerten die Behörden den Übergang des Landes in Privateigentum immer mehr. Der Versuch, auch für die Bauern unter adeliger Oberhoheit die Ablösung durchzusetzen, scheiterte an der Opposition des Adels. Erst 1848 kam der Prozess in Bayern zum Abschluss. Allerdings kam es zur weiteren Aufteilung der Gemeinheiten und 1808 in der Verfassung zur Abschaffung der Leibeigenschaft. Hinzu kamen weitere Bestimmungen etwa zu Fronleistungen. Außerdem konnten die Zinslehen in freies Eigentum übergehen. Auch in Baden und Württemberg hemmten die fiskalischen Interessen der Staaten die Ablösung. In Württemberg begann die eigentliche Bauernbefreiung erst nach der Rheinbundzeit 1817 und in Baden 1820.

### Bildungs- und Religionsreformen
In einem geringeren Ausmaß als in Preußen wurde auch das Bildungswesen reformiert. Das Schulwesen wurde im Zuge der Verstaatlichung reorganisiert. Während die meisten Schritte im Bildungsbereich noch in der Tradition der späten Aufklärung standen, war die bayerische Gymnasialreform bereits von neuhumanistischen Idealen beeinflusst. In diesen Zusammenhang gehört auch die Förderung der Universitäten etwa in Heidelberg, Würzburg oder Landshut.
Der Staat versuchte, wie schon während des Absolutismus, bislang kirchlich dominierte Einrichtungen – neben dem Bildungswesen auch Armen- und Fürsorgeeinrichtungen – unter seine Kontrolle zu bringen. Nicht immer wie im Fall der Volksschulen konnte dieser Anspruch durchgesetzt werden. Insgesamt gehörte zur Politik der Rheinbundstaaten die Durchsetzung der staatlichen Kirchenhoheit. Dabei wurde die kirchliche Betätigung staatlich überwacht, die Sonderrechte der Geistlichen wurden aufgehoben, ihre Ausbildung staatlich organisiert und der Staat nahm Einfluss auf die Stellenbesetzung. Neben der kirchlichen wurde die zivile Ehe eingeführt. Daneben ging der Staat insbesondere in Bayern und Württemberg im Sinne der Spätaufklärung gegen Wallfahrten, Prozessionen und andere Formen des Volksglaubens vor.
Auf der anderen Seite wurde in den Rheinbundstaaten das Prinzip der religiösen Toleranz eingeführt. Es bestand nunmehr Niederlassungsfreiheit für Protestanten in katholischen Mehrheitsgebieten und umgekehrt. In diesen Rahmen gehören auch Ansätze zu einer Gleichstellung der Juden. Baden erließ zu dieser Frage zwischen 1807 und 1809 mehrere Edikte. Das Herzogtum Mecklenburg-Schwerin und das Königreich Bayern folgten 1813 und Württemberg erst 1828.

### Repräsentationsorgane und Grundrechte

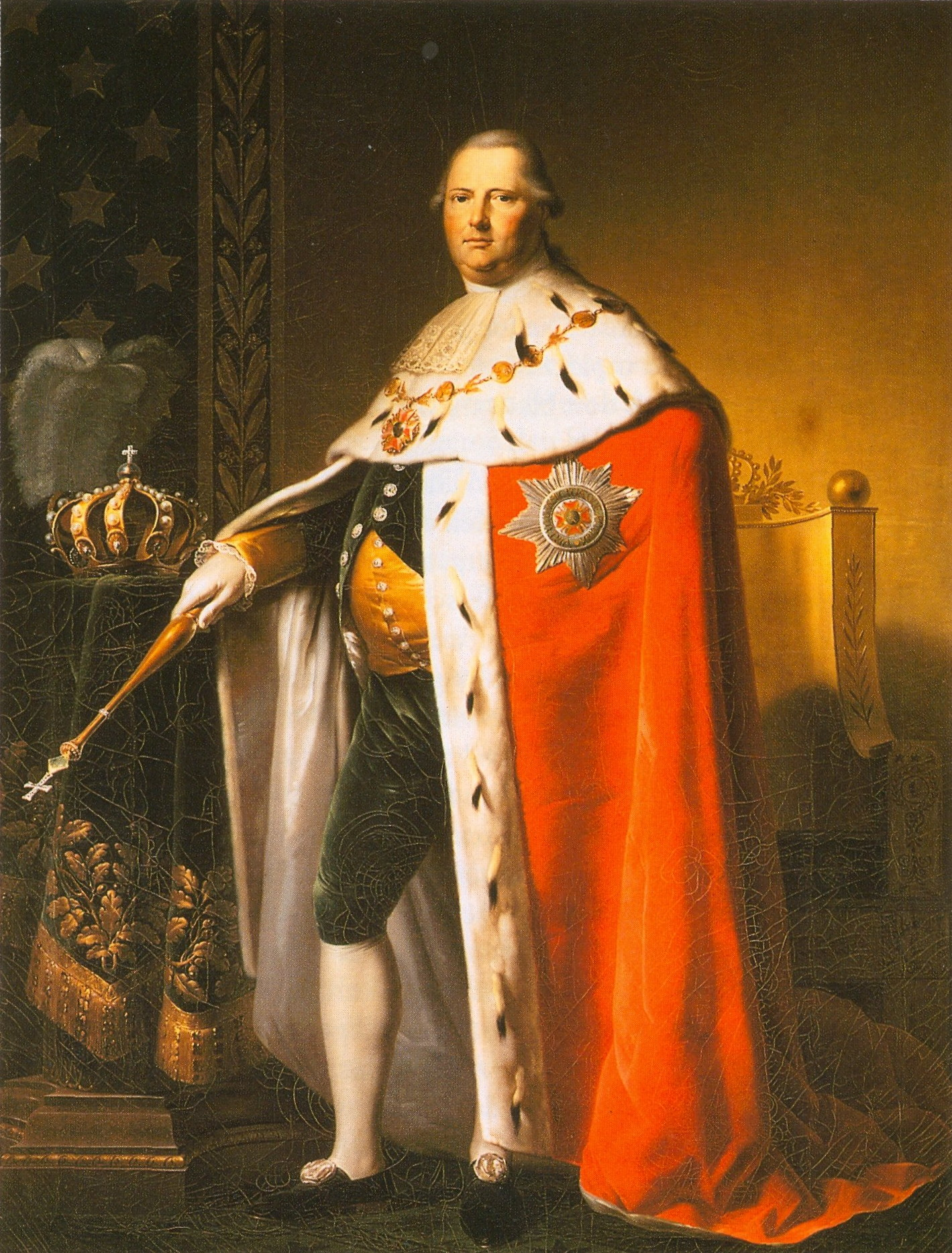
König Friedrich I. von Württemberg im Krönungsornat, Bildnis von Johann Baptist Seele

Eine Möglichkeit zur Integration der neuen Bevölkerung war die Schaffung von Repräsentationsorganen. Von französischen Juristen wurde 1807 eine Verfassung für das Königreich Westphalen ausgearbeitet. Das ausdrückliche Ziel war es, die Einwohner an diesen Kunststaat zu binden. Napoleon selbst äußerte:

„Welches Volk wird unter die preußische Willkürherrschaft zurückkehren wollen, wenn es einmal die Wohltaten einer weisen und liberalen Verwaltung gekostet hat? Die Völker Deutschlands, Frankreichs, Italiens, Spaniens verlangen staatsbürgerliche Gleichheit und liberale Ideen.“

 Gerade in Westphalen zeigte sich allerdings in der Praxis, dass die Verfassung nicht der tatsächlichen sozialen und wirtschaftlichen Struktur entsprach. Ein hohes Zensusrecht begünstigte in Frankreich das wohlhabende Bürgertum. Im neuen Königreich, wo industrielle und kommerzielle Entwicklungen erst am Beginn standen, profitierte davon der Adel. Ihm gelang es so, in der Vertretungskammer zahlreiche antifeudale Gesetzentwürfe abzulehnen.
Im Jahr 1808 folgte Bayern, das mit seiner Konstitution erstmals im deutschsprachigen Raum auch eine moderne Volksvertretung einführte. Im Gegensatz zu den alten ständischen Organen war diese eine repräsentative Versammlung. Die Abgeordneten waren Vertreter des Volkes und nicht mehr der Stände. Gesichert wurden in den Verfassungsstaaten die bürgerlichen Grundrechte, wie die Gleichheit vor dem Gesetz, Gleichmäßigkeit der Besteuerung oder gleicher Zugang zu den öffentlichen Ämtern. Nicht zuletzt bedeuteten die Verfassungen auch eine Bindung der Herrscher. Allerdings gab es auch in Bayern Einschränkungen. So waren die Kompetenzen begrenzt, das Wahlverfahren war kompliziert und die Wahlmänner wurden vom König ausgewählt. Wegen der Kriegszeiten traten die Parlamente in Bayern und Westphalen nur selten zusammen. Gleichwohl waren es wichtige Ansatzpunkte für die süddeutsche konstitutionelle Entwicklung in den folgenden Jahrzehnten. In Baden begannen Vorbereitungen zu einer Verfassung 1808. Auch wegen des Widerstandes führender Politiker wie Brauer, für den der Entwurf zu weitgehend war, trat sie jedoch nie in Kraft. Im Herzogtum Nassau begann zwar bereits zu Zeiten des Rheinbundes die Erarbeitung einer Verfassung. Diese trat allerdings erst 1814 in Kraft. Württemberg ging den entgegengesetzten Weg. Dort wurde 1805 die altständische Verfassung ersatzlos beseitigt.

## Haltung gegenüber dem Rheinbund

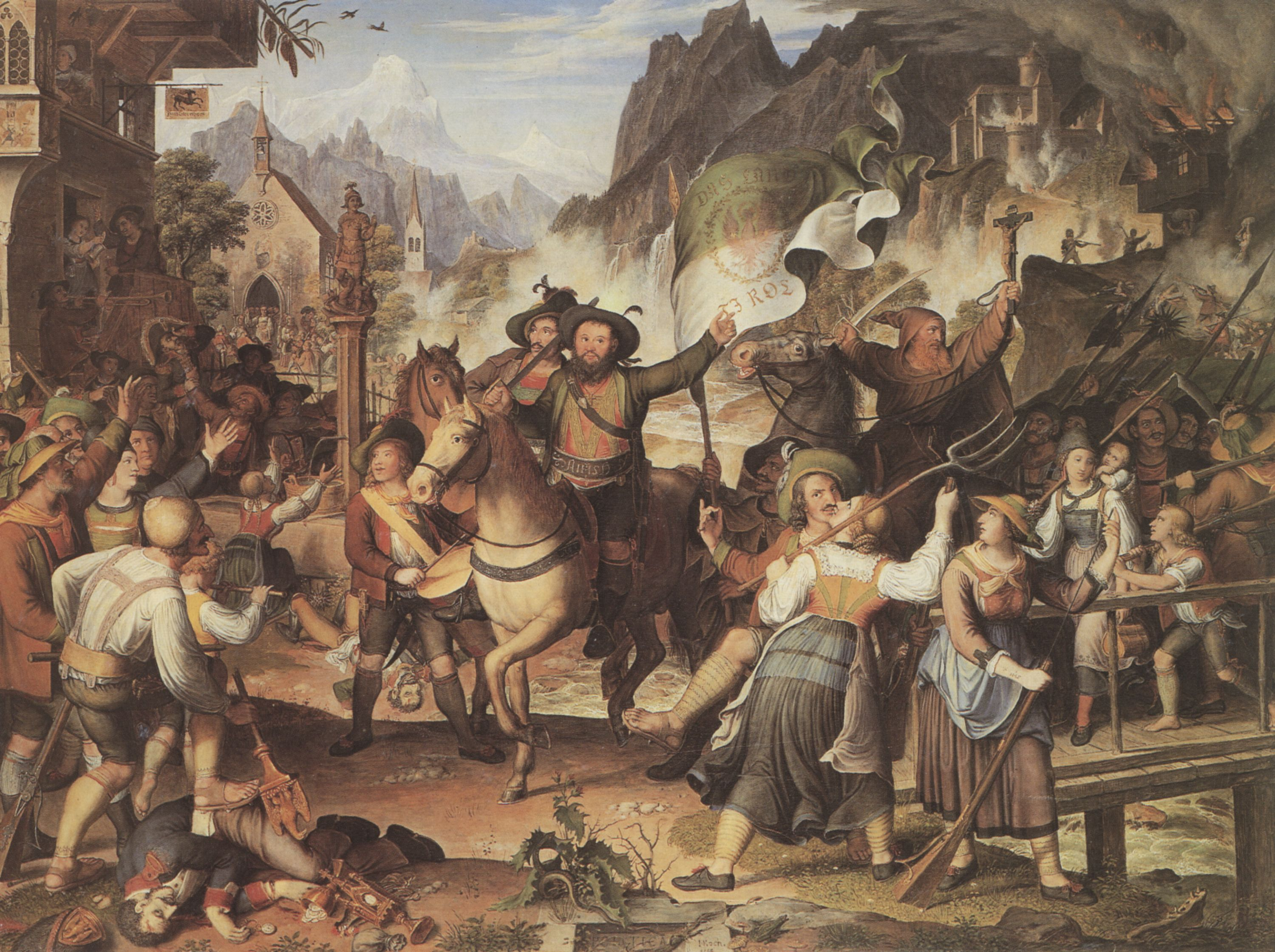
Tiroler Aufstand von 1809 unter Andreas Hofer (Gemälde von Joseph Anton Koch, 1821)

Nicht nur Napoleon als Person, sondern auch der Rheinbund wurde vor allem in den ersten Jahren von einem beträchtlichen Teil der deutschen intellektuellen Öffentlichkeit nicht als Ausdruck der Fremdherrschaft betrachtet. Stattdessen entwickelte sich eine Rheinbundpublizistik, die mit dem Bund die Hoffnung auf eine fortschrittliche Entwicklung verband. Dabei mischten sich vornationale, übernationale, kosmopolitisch-europäische Argumente mit betont deutschen und reichspatriotischen Ansichten. So sollte der Rheinbund im Sinne Dalbergs die deutsche Nationaleinheit im universalen erneuerten Reich Karls des Großen darstellen. Nicht zuletzt diese unterschiedlichen positiven Konnotationen führten dazu, dass sich durchaus bedeutende Persönlichkeiten aus Überzeugung hinter Napoleon und die Rheinbundstaaten stellten. Andere passten sich dagegen lediglich den Gegebenheiten an.
Die breite Bevölkerung insgesamt blieb gegenüber dem Rheinbund passiv. Allerdings hatte es anfangs in Bayern eine klare antiösterreichische und profranzösische Stimmung gegeben. Eine Ausnahme bildete hier Tirol, das nach dem Frieden von Pressburg von Österreich an Bayern fiel. Die beginnenden Reformen stießen zunächst insgesamt auf eine breite Zustimmung. Die ständige Aushebung neuer Soldaten, die hohen Steuern, die Auswirkungen der Kontinentalsperre, die Repressionsmaßnahmen von Polizei und Militär sowie der starke bürokratische Zugriff auf jeden Einwohner führten auf Dauer zu einem deutlichen Wandel.
Im Jahr 1809 kam es in Tirol unter Andreas Hofer zu einem Aufstand, der sich auch an den bayerischen Reformen entzündete. Allerdings wurde dieser rasch niedergeschlagen und löste nicht, wie etwa von Heinrich Friedrich Karl vom Stein erhofft, einen allgemeinen Volksaufstand aus. Dennoch nahm seit 1810 und besonders im Jahr 1812 die Unzufriedenheit stark zu. Allerdings gab es weiterhin kaum aktiven Widerstand. Die nationalen und teilweise nationalistischen Ideen eines Ernst Moritz Arndt oder anderer führten im Unterschied zu Preußen nicht zu einer breiten nationalen Stimmung. Bis 1813 war die Bevölkerung der Rheinbundstaaten Napoleon gegenüber loyal. Unzufriedenheit zeigte sich höchstens in der Zunahme von Desertion oder in Akten der Steuerverweigerung. Wo es, wie in Westphalen, Berg und Norddeutschland etwa wegen der neuen Truppenaushebungen zu einzelnen Unruhen kam, wurden diese rasch niedergeschlagen. In Süddeutschland gab es überhaupt keine derartigen Bewegungen. Anfang vom Ende des Rheinbundes war dann allerdings Napoleons desaströser Russlandfeldzug von 1812, in dessen Verlauf die Truppenkontingente des Rheinbunds fast völlig zugrunde gingen. So überlebten von ca. 30.000 Bayern nur etwa 10 %.

## Das Ende des Bundes

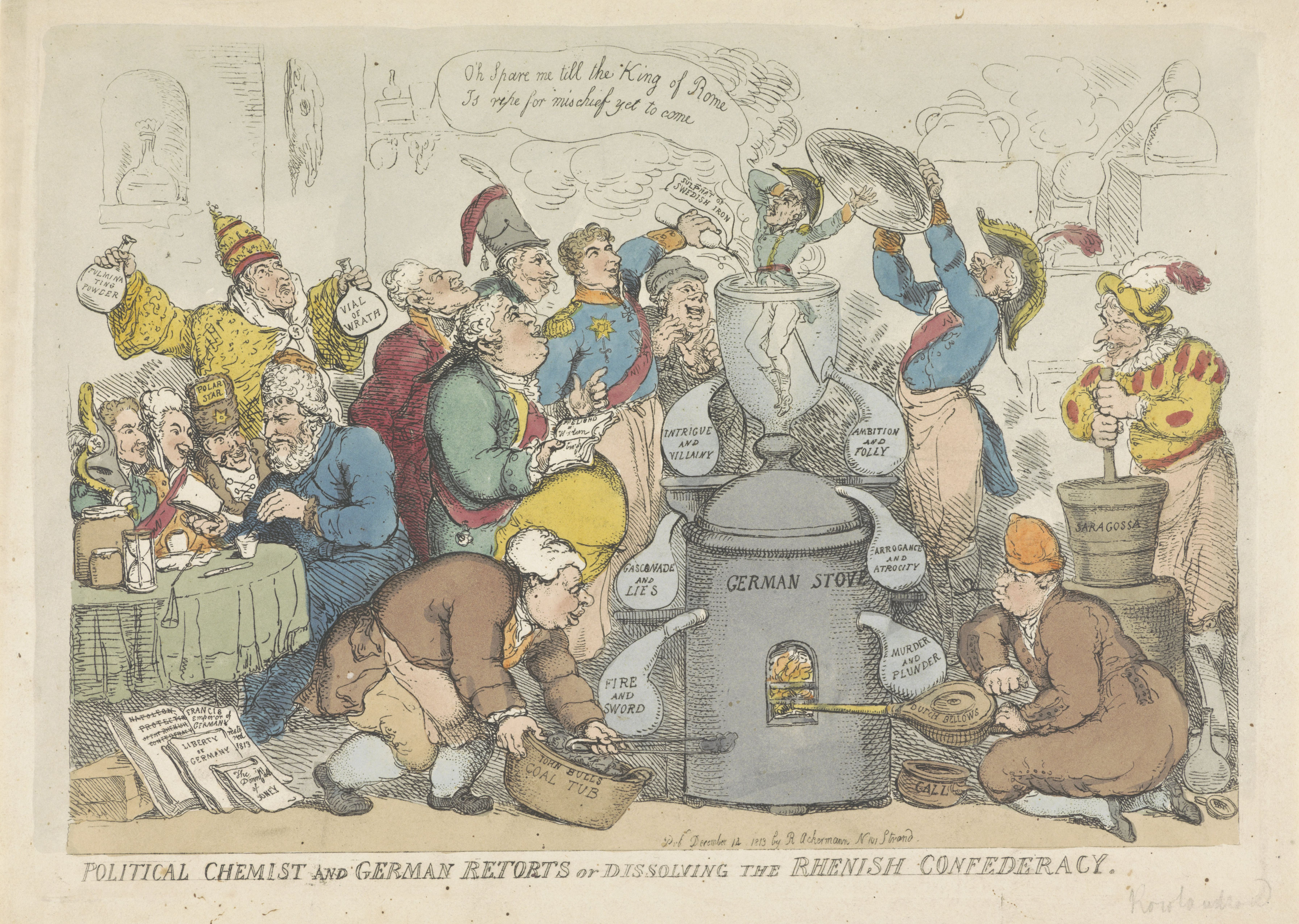
Politische Karikatur zur Auflösung des Rheinbunds von Thomas Rowlandson im Verlag von Rudolph Ackermann, 1813 – Über dem sich aufheizenden deutschen Brennofen wird Napoleon in einem Alchemistengefäß verarbeitet. Verschiedene europäische Mächte leisten ihre Beiträge zu dem Prozess. Verzweifelt ruft Napoleon: „Oh, verschont mich, bis der König von Rom reif ist für das kommende Unheil.“

Mit den Befreiungskriegen 1813 begann der Rheinbund allmählich auseinanderzubrechen. Die ersten Staaten, die in das Lager der Verbündeten Preußen und Russland übergingen, waren Mecklenburg-Strelitz und Mecklenburg-Schwerin. Die übrigen Rheinbundfürsten hielten zunächst noch am Bündnis mit Frankreich fest und billigten die neuen Rüstungsforderungen Napoleons. Die um Österreich vermehrten Verbündeten beschlossen am 9. September 1813 in Teplitz als Kriegsziel nicht nur die territoriale Wiederherstellung Preußens und Österreichs, sondern auch die Zerschlagung des Rheinbundes. In der Folge ging Bayern im Vertrag von Ried auch auf Druck der wachsenden nationalen Bewegung im Land auf die Seite der Verbündeten über und trat aus dem Rheinbund aus. Damit sicherte das Land seine Souveränität und einen gleichwertigen Ersatz für den Verlust des Innviertels, Salzburgs, Tirols und Vorarlbergs. Für die nachlassende Bindekraft der napoleonischen Hegemonie spricht, dass während der Völkerschlacht bei Leipzig sächsische und württembergische Truppen zu den Alliierten überliefen.
Nach dem Sieg der Koalition wurde Friedrich August I. von Sachsen gefangen genommen und sein Land der alliierten Verwaltung unterstellt. Württemberg, Baden, Hessen-Darmstadt und Nassau folgten dem bayerischen Beispiel und schlossen Verträge mit Österreich ab. Mit dem Abzug der französischen Truppen lösten sich die napoleonischen Staaten Westphalen, Berg und Frankfurt auf. Teilweise reklamierten die früheren Fürsten die Herrschaft und teilweise wurden sie wie Sachsen dem von Reichsfreiherr Karl vom Stein geführten alliierten Zentralverwaltungsdepartement bis zur weiteren Verfügung durch die Verbündeten auf dem Wiener Kongress unterstellt. Der einzige der ehemals 39 Rheinbundstaaten, der seine Souveränität und Unabhängigkeit bis in die Gegenwart bewahren konnte, ist das Fürstentum Liechtenstein.

## Historische Bedeutung
Auch wenn man das Rheinbundsystem vor allem als „ein System der Ausbeutung und Unterdrückung“ (Thomas Nipperdey) bezeichnen kann, brachte es doch für Deutschland einen deutlichen Modernisierungsschub. Die Reformen der Rheinbundstaaten setzten Impulse zur Modernisierung frei, die weit über das Bestehen des Bundes Bestand hatten. Sie trugen stark zum inneren Zusammenwachsen insbesondere der vergrößerten süddeutschen Staaten bei. Es wurden neue Ressourcen für die Staaten erschlossen, gleichzeitig führten die Reformen zu neuen Kosten. Dies machte wiederum neue Reformen etwa der Schuldenverwaltung nötig. Gewerbefreiheit und ein rationales staatliches Handeln förderten das gewerbliche Leben. Die Agrarreformen begannen, wenn auch zaghaft, bäuerliche Abhängigkeiten aufzuweichen.
Bereits zum Jahre 1808 hin gehörten fast alle deutschen Staaten außer Österreich und Preußen zum Rheinbund. Es entstand sozusagen ein „Drittes Deutschland“ ohne Österreich und Preußen (der bayrische Trias-Gedanke). Durch die Bildungsreform wurde ein zuverlässiges Berufsbeamtentum herangebildet, Steuer- und Finanzreform bewirkten Aufschwung im Handel und Erstarken des Handels- und Finanzbürgertums. Kapitalmärkte wuchsen, ebenso wie die Zahl an Anlegern, denen nun auch durch das verbesserte Recht auf Eigentum, Garantien zum Wirtschaften gegeben wurde. Nach der Abdankung Napoleons wurden diese Regionen Zentren des deutschen Frühliberalismus und Frühkonstitutionalismus. Innerhalb der neuen Länder begann sich ein Staatsbewusstsein zu bilden.
Allerdings unterwarfen die Reformen die Staatsbürger auch unmittelbar der staatlichen Macht. Gegen mögliche Proteste wurde in den Staaten eine geheime Polizei zur Überwachung aufgebaut. Diese konnte während der Restaurationsära zur Bekämpfung der politischen Opposition eingesetzt werden. Auf der anderen Seite gab es insbesondere in Süddeutschland eine Kontinuität zwischen den rheinbündischen Verfassungsansätzen und der Entstehung des süddeutschen Konstitutionalismus nach 1815.
Zum Rheinbund als solchen urteilt Mußgnug, dass die kleineren Staaten und viele Bürger sich einen Ausbau der Bundesorgane gewünscht hätten. Doch die größeren Staaten hatten sich schon gegen Ende des Alten Reiches wie souveräne Staaten verhalten. Dies wollten sie nun nicht zugunsten eines Rheinbundes verlieren. Damit wurde die Chance
„verspielt [...], mit dem Rheinbund das Dritte Deutschland so zu stabilisieren, dass es Österreich und Preußen hätte Paroli bieten und sich in einer nicht allzu fernen Zeit auch aus seiner Abhängigkeit von Frankreich lösen können.“

## Der Rheinbund in der Geschichtsschreibung
Eine Sichtweise war, dass Napoleon den Absolutismus eindämmen wollte, eine andere ging davon aus, dass der Rheinbund ein rein militärisch begründetes Projekt gewesen sei, um Pufferstaaten gegen Österreich und Preußen zu formieren. Heute betrachtet man seine Neuerungen in den Rheinischen- und den Mittelstaaten eher als Werkzeug, um eine Stabilisierung des „Grand Empire“ zu gewähren, um in ihm eine gewisse Normierung herzustellen. Dieses Verlangen nach Homogenität entstand jedoch hauptsächlich unter dem Primat des Beherrschungsinteresses. Die so umfangreich durchgeführten Reformen sollten eine Basis schaffen, um die wirtschaftlichen, finanziellen und militärischen Ressourcen der verbündeten Staaten schnell mobilisieren zu können. Die Einführung der Ideen von 1789 mit ihren Freiheits- und Rechtsprinzipien waren dazu bestimmt, moralische Eroberungen zu machen. Hatte Napoleon anfangs den Nationalstaatsgedanken auch außerhalb Frankreichs verbreitet, erschwerte der Erfolg gerade dieses Gedankens in Spanien, Deutschland und schließlich auch Russland das Überleben seiner staatlichen Gebilde.
Der Rheinbund und die von den Mitgliedsstaaten durchgeführten Reformen verfielen spätestens seit der preußisch geprägten Geschichtsschreibung der Reichsgründungszeit dem Verdikt der Mehrheit der Historiker. Heinrich von Treitschke sprach von den „geschichtslosen deutschen Mittelstaaten im Süden“, in denen abstrakte Vernunft und naturrechtliche Willkür nach französischer Schablone geherrscht hätten. Da war die Rede von napoleonisch-partikularistischen Ländern, allen voran das „Satrapenland Bayern“ unter dem Halbfranzosen Montgelas. Dem wurden die organischen Reformen und die „gesunde deutsche Politik“ Preußens gegenübergestellt. Dieser Blickwinkel blieb für das Bild vom Rheinbund bei einigen Modifikationen lange bestimmend. Unter dem Blickwinkel der deutsch-französischen „Erbfeindschaft“ galt die napoleonische Zeit noch in den 1950er-Jahren bei einigen Historikern als Kontinuitätsbruch und als „schmachvolle Jahre der Fremdherrschaft.“ Dagegen wurden die preußischen Reformen als Vorgeschichte der deutschen Einheit betrachtet. Aus einer großdeutschen Perspektive versuchte Franz Schnabel 1929 in seiner deutschen Geschichte des 19. Jahrhunderts die rheinbündischen Reformen als eigene Traditionslinie neben der preußischen zu etablieren, konnte sich aber nicht gegen die weiterhin dominante Richtung durchsetzen.
In der neueren Forschung gibt es seit den 1970er-Jahren neue Sichtweisen. Wichtig wurde die Untersuchung der langfristigen und bleibenden Auswirkung der napoleonischen Herrschaft in Deutschland. Dabei wird auch danach gefragt, welche Veränderungen in den Staaten auf älteren Traditionen beruhten und welche direkt auf Napoleon zurückgingen. War die Rheinbundzeit tatsächlich ein Bruch oder steht sie in der Kontinuität einer Reformtradition deutscher Staaten? Dabei zeichnet sich seither eine Abkehr vom bisherigen preußenzentrierten Geschichtsbild ab. Neben den preußischen haben die Rheinbundreformen seither eine gleichwertige Bedeutung. Nur relativ selten noch, etwa in der Gesamtdarstellung zur deutschen Geschichte von Hans Fenske, werden die Reformen im Rheinbund als weniger bedeutend als die in Preußen gewertet. In den 1970er-Jahren wurden die Rheinbundreformen vor allem unter modernisierungstheoretischen Vorzeichen untersucht. Insbesondere die Studien von Berding über das Königreich Westphalen, Fehrenbach über die Rezeption des Code Civil oder Ullmann über das Finanzwesen stehen für diese Richtung. Die – wenn man so will – positive Beurteilung des Rheinbundes als Motor der Neuerung findet sich im Prinzip auch in den neueren Gesamtdarstellungen der deutschen Geschichte des 19. Jahrhunderts etwa bei Thomas Nipperdey oder Hans-Ulrich Wehler wieder. Auch in Paul Noltes Vergleich zwischen den preußischen und rheinbündischen Reformen herrscht diese Sichtweise vor. Neuere Forschungen beginnen dieses Bild erneut zu differenzieren, indem sie etwa nicht nur die französischen Einflüsse, sondern auch autochthone Aspekte berücksichtigen oder negative Aspekte der Rheinbundära hervorheben. Eine gewisse Skepsis existiert auch hinsichtlich des von den Modernisierungstheoretikern behaupteten Epocheneinschnitts. So wird etwa auf die Tradition etatistischer Reformen vor der Rheinbundära verwiesen. Dennoch wird an der prinzipiellen Gleichrangigkeit der preußischen und rheinbündischen Reformen weiterhin festgehalten.

## Mitglieder und ihre militärischen Kontingente
Mitglieder des Rheinbunds, also Mitglieder des rheinischen Staatenbundes, waren:
1. Königreich Bayern, Kontingent 30 000 Soldaten „de toutes armes“.
2. Königreich Württemberg, 12 000 Soldaten.
3. die Staaten des Kurfürsten und Erzkanzlers des Deutschen Reichs Fürstentum Aschaffenburg, Fürstentum Regensburg bis 1810 (danach mit dem Königreich Bayern vereinigt), ab 1810 Großherzogtum Frankfurt, gemeinsam 968 Soldaten.
4. Großherzogtum Baden, 8 000 Soldaten.
5. Großherzogtum Berg, 5 000 Soldaten.
6. Landgrafschaft Hessen-Darmstadt, 4 000 Soldaten (am 14. August 1806 zum Großherzog erhoben – dann Großherzogtum Hessen)
7. Herzogtum Arenberg, 370 Soldaten (am 11. Februar 1811 von Frankreich annektiert)
8. Fürstentum Nassau-Usingen, 840 Soldaten (am 30. August 1806 zum Hzm. Nassau vereinigt)
9. Fürstentum Nassau-Weilburg, 840 Soldaten (am 30. August 1806 zum Hzm. Nassau vereinigt)
10. Fürstentum Hohenzollern-Hechingen, 93 Soldaten.
11. Fürstentum Hohenzollern-Sigmaringen, 197 Soldaten.
12. Fürstentum Salm-Salm, 215 Soldaten  (siehe: Salm (Adel) und Fürstentum Salm, Annexion am 13. Dezember 1810 durch Frankreich beschlossen)
13. Fürstentum Salm-Kyrburg, 108 Soldaten  (siehe: Salm (Adel) und Fürstentum Salm, Annexion am 13. Dezember 1810 durch Frankreich beschlossen)
14. Fürstentum Isenburg, 291 Soldaten.
15. Fürstentum Liechtenstein, 40 Soldaten (Aus staatspolitischen und diplomatischen Gründen konnte Fürst Johann I. Josef die Rheinbund-Akte nicht unterzeichnen. Er stand als Landesherr in militärischen Diensten Österreichs. Er ernannte seinen dreijährigen Sohn, Prinz Karl Johann, zum Landesherrn, behielt aber dessen Vormundschaft und stand weiterhin in militärischen Diensten des österreichischen Kaisers. Um der aus der Rheinbund-Akte resultierenden Auflage nachzukommen, heuerte er für das Fürstentum Liechtenstein ein Kontingent nassauischer Truppen an.)[42]
16. Fürstentum von der Leyen, 29 Soldaten. (am 12. Juli 1806 zum Fürsten erhoben) in Hohengeroldseck (1818 mit dem Großherzogtum Baden vereinigt)

Die Truppen der Fürstprimatischen Staaten sowie der Kontingente der Fürstentümer Arenberg, Nassau, Hohenzollern, Salm, Isenburg, Liechtenstein und von der Leyen bildeten die „Division des Princes“ mit zusammen 4 000 Soldaten.
Dem Rheinbund traten später bei:
1. Großherzogtum Würzburg, 25. September 1806, 2 000 Soldaten.[44]
2. Königreich Sachsen, 11. Dezember 1806, 20 000 Soldaten.[45]
3. Herzogtum Sachsen-Weimar-Eisenach, 15. Dezember 1806, 800 Soldaten. [Die 2 800 Mann der herzoglich-sächsischen Truppen bildeten gemeinsam ein Infanterie-Regiment zu drei Bataillonen, dessen Oberbefehl und Inspektion zwischen den Linien Weimar und Gotha wechseln sollte][46]
4. Herzogtum Sachsen-Gotha, 15. Dezember 1806, 1 100 Soldaten.
5. Herzogtum Sachsen-Meiningen, 15. Dezember 1806, 300 Soldaten.
6. Herzogtum Sachsen-Hildburghausen, 15. Dezember 1806, 200 Soldaten.
7. Herzogtum Sachsen-Coburg, 15. Dezember 1806, 400 Soldaten.
8. Herzogtum Anhalt-Dessau, 18. April 1807, 240 Soldaten [Anhaltinisches Kontingent gesamt 800 Mann Infanterie. „Die Herzoge zu Anhalt-Dessau haben die Direktion und Aufsicht über dieses Kontingent, welches zu dem gegenwärtigen Kriege sogleich gestellt wird.“][47]
9. Herzogtum Anhalt-Bernburg, 18. April 1807, 350 Soldaten.
10. Herzogtum Anhalt-Köthen, 18. April 1807, 210 Soldaten.
11. Fürstentum Lippe-Detmold, 18. April 1807, 500 Soldaten [Lippisches Kontingent gesamt 650 Soldaten, „Das Kontingent der beiden Fürstenthümer Lippe soll im Falle eines Krieges aus 650 Mann Infanterie bestehen. Diese werden so verteilt, dass Lippe-Detmold 500 Mann und Lippe-Schaumburg 150 Mann zu stellen hat. Die Fürsten von Lippe-Detmold haben die Direktion und Inspektion über dieses Kontingent, welches zu dem gegenwärtigen Kriege sogleich gestellt wird.“][48]
12. Fürstentum Schaumburg-Lippe, 18. April 1807, 150 Soldaten.
13. Fürstentum Reuß älterer Linie (Reuß-Greiz), 18. April 1807 [„Das Kontingent der Fürstentümer Reuß soll im Falle eines Krieges aus 450 Mann Infanterie bestehen. Diese werden auf die vier Fürstentümer nach dem Verhältnis ihrer Volksmenge verteilt. Die Fürsten von Reuß-Greiz haben die Direktion und Inspektion über dieses Kontingent, welches zu dem gegenwärtigen Kriege sogleich gestellt wird.“][49]
14. Fürstentum Reuß-Schleiz, 18. April 1807.
15. Fürstentum Reuß-Lobenstein, 18. April 1807.
16. Fürstentum Reuß-Ebersdorf, 18. April 1807.
17. Fürstentum Schwarzburg-Rudolstadt, 18. April 1807, 325 Soldaten. [„Das Kontingent der beiden Fürstentümer Schwarzburg soll im Falle eines Krieges aus 650 Mann bestehen, die auf gleiche Art auf beide Linien verteilt werden sollen. Der Älteste der beiden Fürsten hat nach den Familien-Verträgen die Direktion und Inspektion über dieses Kontingent, welches zu dem gegenwärtigen Kriege sogleich gestellt wird.“][50]
18. Fürstentum Schwarzburg-Sondershausen, 18. April 1807, 325 Soldaten.
19. Fürstentum Waldeck, 18. April 1807, 400 Soldaten.[51]
20. Königreich Westphalen, 7. Dezember 1807, 25 000 Soldaten. [„Sein Kontingent soll aus 25 000 Mann wirklich diensttuender Soldaten von Waffen aller Art bestehen, nämlich: 20,000 Mann Infanterie, 3500 Mann Kavallerie, 1500 Mann Artillerie. Während der ersten Jahre sollen nur 10 000 Mann Infanterie, 2000 Mann Kavallerie, und 500 Mann Artillerie besoldet werden. Die übrigen 12 500 Mann sollen von Frankreich gestellt werden und die Garnison von Magdeburg bilden. Diese 12 500 Mann sollen vom Könige von Westphalen besoldet und gekleidet werden.“][52]
21. Herzogtum Mecklenburg-Strelitz, 18. Februar 1808, 400 Soldaten.[53]
22. Herzogtum Mecklenburg-Schwerin, 22. März 1808, 1 800 Soldaten.[54]
23. Herzogtum Oldenburg, 14. Oktober 1808, 800 Soldaten.[55] (am 13. Dezember 1810 durch Frankreich annektiert)